# Gdański Okręg Przemysłowy

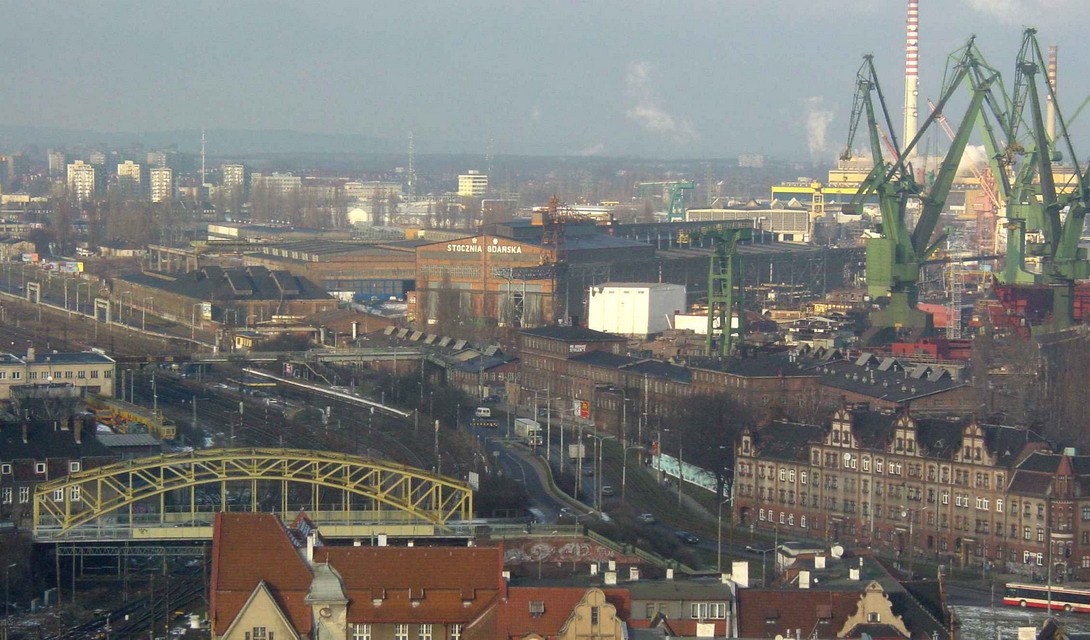
Stocznia Gdańska

Gdański Okręg Przemysłowy – w skład okręgu wchodzi głównie Trójmiasto, aglomeracja gdańska. Położony jest nad Morzem Bałtyckim, dlatego też podstawą rozwoju jest gospodarka morska, w tym głównie przemysł stoczniowy (Stocznia Gdańska). Oprócz tego rozwinięty jest przemysł elektrotechniczny i spożywczy. Dużą rolę odgrywa także przemysł petrochemiczny – w Rafinerii Gdańskiej przerabiana jest ropa naftowa. Dawniej stosowano także określenie Okręg Przemysłowy Zatoki Gdańskiej.

## Delimitacja granic
Delimitacja granic Gdańskiego Okręgu Przemysłowego jest niejednoznaczna. Do okręgu zaliczają się zawsze Gdańsk i Gdynia, gdyż przemysł w tych miastach odgrywa dość znaczną rolę. Dodatkowo zaliczane są również Puck, Władysławowo, Małe Trójmiasto oraz Żarnowiec. W latach 70. do okręgu zaliczana była również Mierzeja Helska, jednakże na początku XXI wieku obszar ten nie był zaliczany do Gdańskiego OP. Delimitacja południowej granicy jest jeszcze trudniejsza, gdyż w samym Gdańsku część badaczy wycina nieuprzemysłowioną Wyspę Sobieszewską i Gdańsk Południe Część natomiast traktuje ją jako integralną część miasta Gdańska, bezspornie należącego do okręgu. A nawet dodaje jeszcze miasto Pruszcz Gdański.

## Charakterystyka
Gdański Okręg Przemysłowy jest jedynym dużym okręgiem przemysłowym w Polsce leżącym nad morzem. Z tego powodu pod wieloma względami jest inny niż pozostałe okręgi.

### Przemysł elektromaszynowy

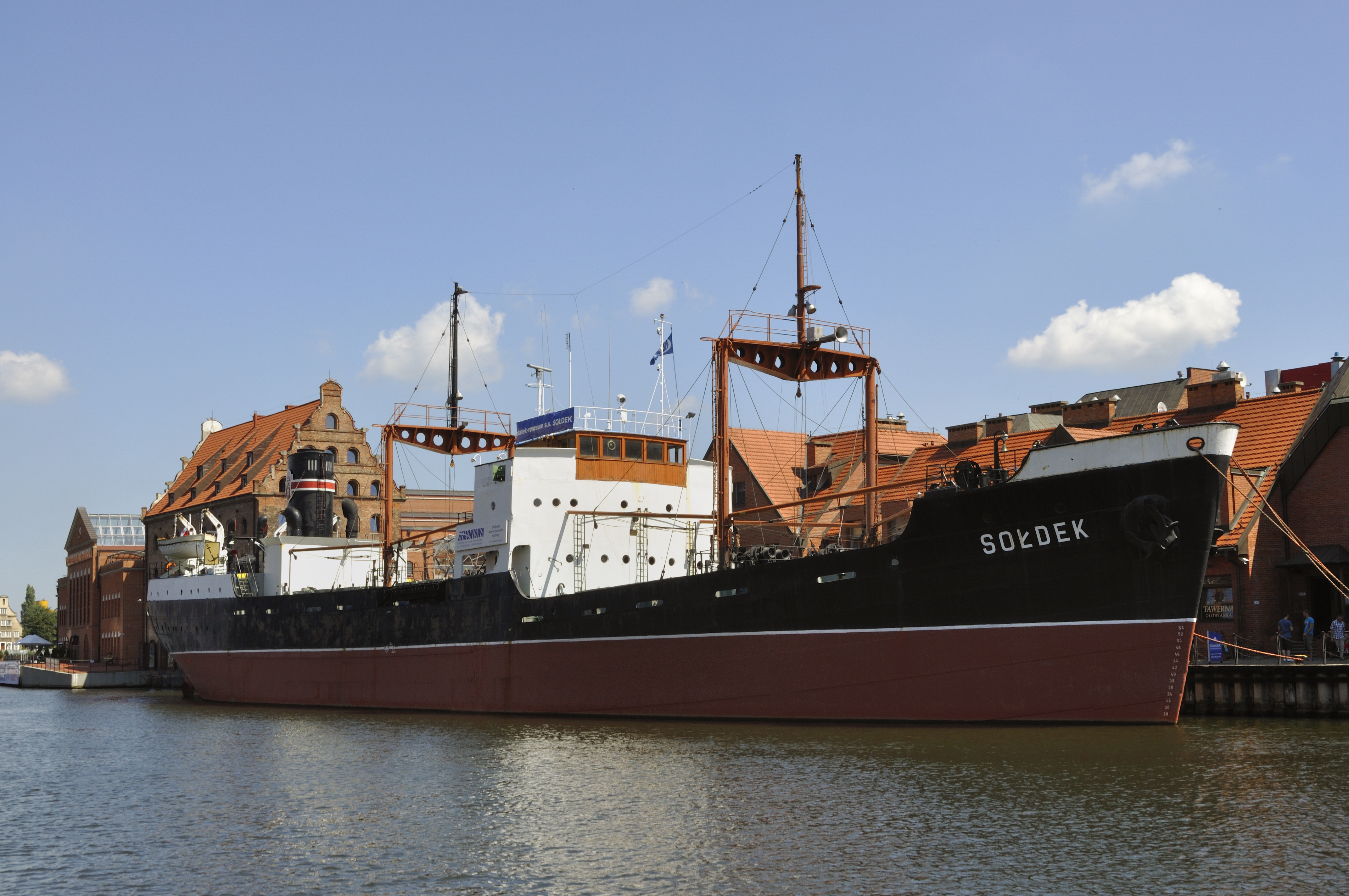
SS Sołdek – pierwszy statek wybudowany w Polsce po wojnie

Gdański OP jest głównym okręgiem w Polsce produkującym i remontującym statki i okręty. Część zadań stoczni (podzespoły) ze względu na niewielką długość linii brzegowej (Trójmiasto leży nad zatoką) i konieczność dzielenia pasa nadmorskiego z portami i turystyką, jest wykonywana w innych miastach województwa. Przemysł okrętowy na Wybrzeżu ma tradycje od średniowiecza. Na początku XX wieku odgrywał dość dużą rolę w gospodarce Gdańska. W dwudziestoleciu międzywojennym w Wolnym Mieście Gdańsk działały dwie stocznie, które oprócz budowy i remontów statków zajmowały się produkcją wagonów tramwajowych i taboru kolejowego. W 1926 powstał port w Gdyni, a co za tym idzie również stocznia. Pierwszy gdyński statek powstał dopiero w 1938. Wybuch II wojny światowej spowodował załamanie produkcji. W 1948 produkcja została wznowiona w Stoczni Gdańskiej. Natomiast w 1954 w Stoczni Gdynia. Szczyt rozwoju przemysłu stoczniowego w Trójmieście przypada na lata 1976-1978. Stocznie w Gdańsku i Gdyni są stoczniami w dużej mierze wyspecjalizowanymi. Oprócz Stoczni Gdańskiej i Stoczni Gdynia w Okręgu znajdują się stocznie: Remontowa (remontująca statki), Północna (produkuje statki ratunkowe i naukowo-badawcze), Wisła (statki śródlądowe i przeznaczone do żeglugi przybrzeżnej), Gdyńska Stocznia Remontowa (naprawy statków) i Marynarki Wojennej (budowa okrętów).
Oprócz stoczni największym zakładem gałęzi elektromaszynowej są Zakłady Naprawcze Taboru Kolejowego i Miejskiego w Gdańsku. Firma ta zajmuje się naprawą i modernizacją lokomotyw oraz wagonów. Zakłady te powstały w 1910, jako Eisenbahn Hauptwerkstatt Danzig-Troyl (Główny Warsztat Kolejowy Gdańsk-Trojan). W swojej historii oprócz napraw taboru kolejowego wykonywały między innymi: kadłuby ścigaczy torpedowych, autobusy i pługi odśnieżne.
W Gdańskim Okręgu Przemysłowym zlokalizowane są również zakłady teleelektroniczne Unimor oraz przemysłu radiowego Radmor. Firmy te produkują nie tylko podzespoły elektroniczne do przemysłu elektromaszynowego, ale również stanowią część przemysłu lekkiego produkując radioodbiorniki i telefony.

### Przemysł spożywczy

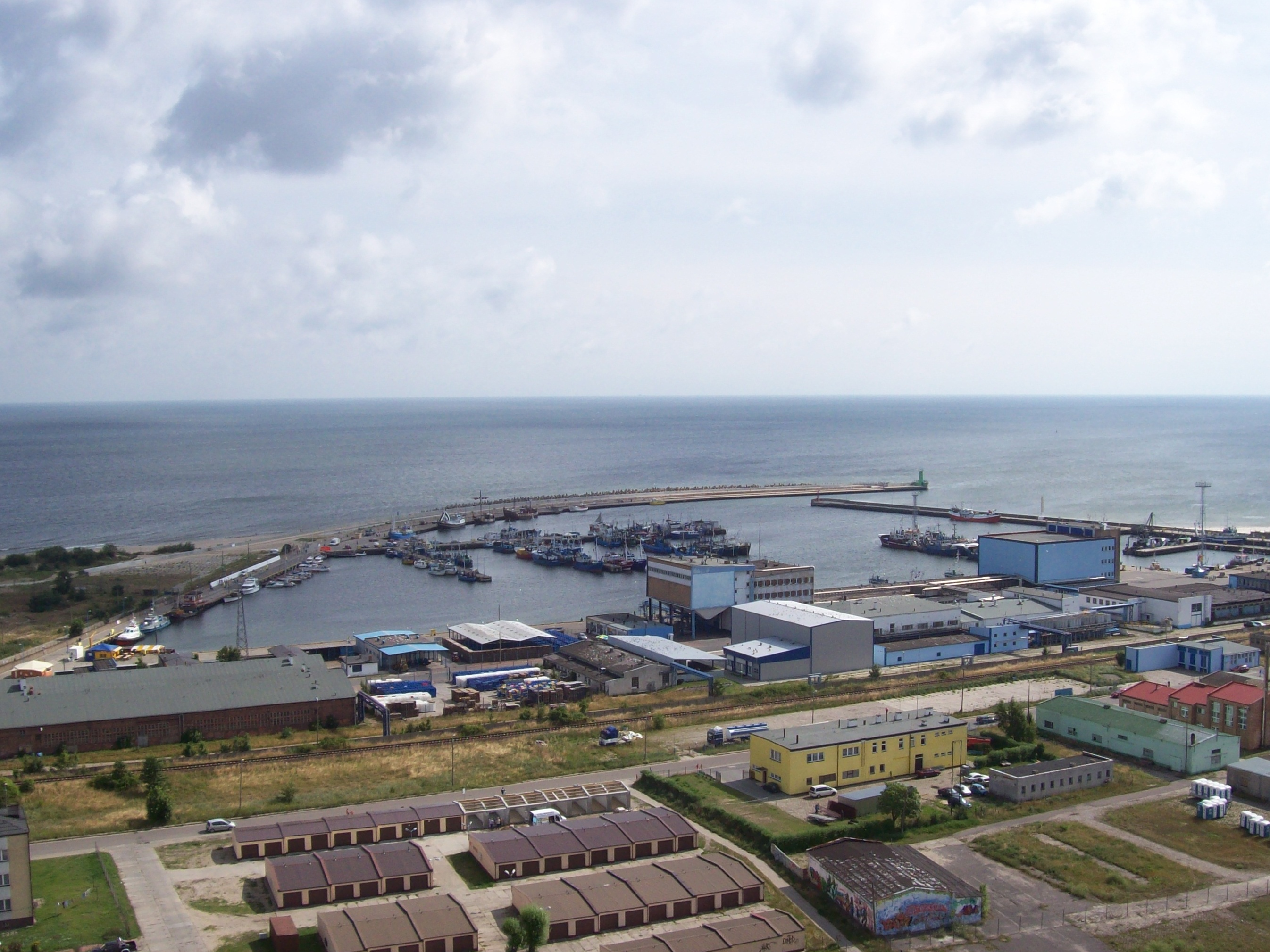
Port we Władysławowie

Przemysł spożywczy w Gdańskim OP, jest również nietypowy dla Polski, chociaż typowy dla terenów nadmorskich. Głównym produktem przemysłu spożywczego w okręgu są ryby i ich przetwory. Jednakże rozwinięte są (lub były) również inne gałęzie przemysłu spożywczego np. mleczarstwo i piwowarstwo. Dodatkowo w okręgu są mniejsze zakłady produkujące żywność na potrzeby aglomeracji i turystyki. Przemysł spożywczy w Gdańskim Okręgu Przemysłowym nie zaspokaja wszystkich potrzeb miejscowego rynku stąd żywność jest sprowadzana z innych obszarów województwa oraz poprzez porty z innych stron świata.

### Przemysł drzewny i meblarski
Przemysł drzewny i meblarski jest rozwinięty głównie w Gdańsku. Głównym i najbardziej znanym produktem są meble gdańskie. Dodatkowo część przemysłu meblarskiego produkuje na potrzeby przemysłu okrętowego (meble okrętowe).

### Przemysł energetyczny

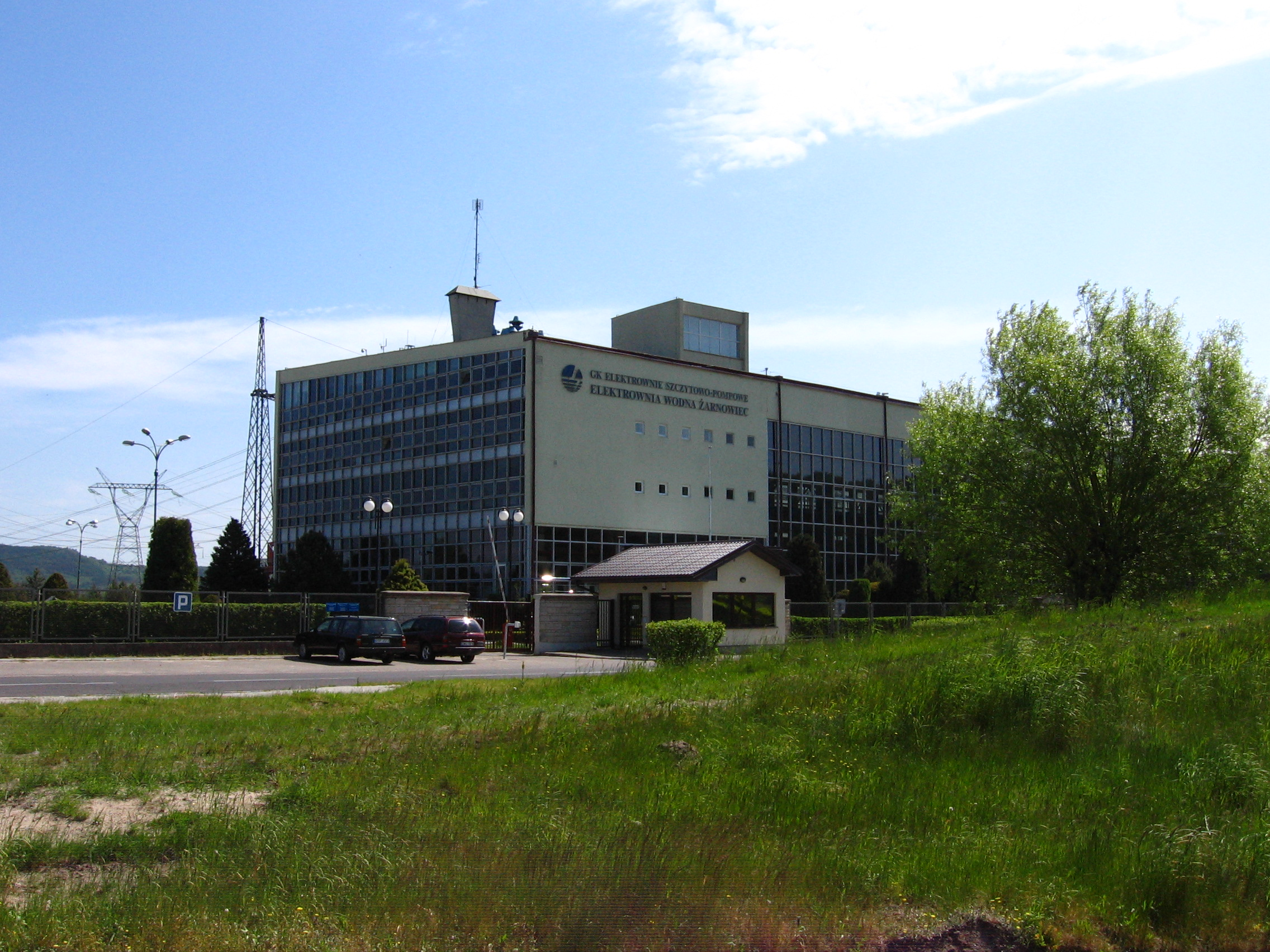
Elektrownia Wodna Żarnowiec

Gdański Okręg Przemysłowy produkuje stosunkowo niewielkie ilości energii elektrycznej, która nie wystarcza na potrzeby metropolii. W Trójmieście znajdują się dwie niewielkie elektrownie. Dodatkowym zakładem niwelującym deficyt prądu w dzień jest Elektrownia Wodna Żarnowiec, która to jednak zużywa więcej prądu niż go wytwarza (pompowanie wody do zbiornika górnego). Na terenie okręgu była budowana Elektrownia Jądrowa „Żarnowiec”, pierwsza elektrownia jądrowa w Polsce.

### Przemysł chemiczny
Głównym gdańskim zakładem w branży chemicznej jest Grupa LOTOS (dawniej Rafineria Gdańska), produkująca paliwa i produkty ropopochodne. Poza LOTOSem w Gdańsku znajdują się zakłady fosforowe produkujące nawozy sztuczne. W pasie wybrzeża od Łeby po Wejherowo znajdują się złoża soli jednakże nie są wydobywane.